# Sebastiana Vitales
Sebastiana Vitales Gascón (Ansó, 21 de marzo de 1902 - Venezuela, 19 de noviembre de 2000), conocida como La Bastiana, fue una militante libertaria española. Fue la fundadora de una sección de Mujeres Libres en La Coruña.

## Trayectoria
En noviembre de 1920 emigró a los Estados Unidos a la edad de 18 años. Se estableció en San Francisco y allí conoció a su socio Francisco Ballón Pequeño. Regresaron a A Coruña durante la República. Perteneció a la Vanguardia Femenina de la FAI, fundó Mujeres Libres en La Coruña y colaboró en Solidaridad Obrera donde publicó un artículo en relación a la huelga de la construcción que tuvo lugar en Septiembre de1933. Participó como oradora en varios mítines obreros y a finales de 1935 participó en la gira de propaganda gallega de Federica Montseny, quien en su libro Impresiones de un viaje a Galicia, menciona la disposición y seriedad en su compromiso.
En mayo de 1936, junto a Laura López formó en La Coruña una sección de Mujeres Libres adhiriéndose al Congreso de la CNT que tuvo lugar en Zaragoza en ese mes. El objetivo de dicha sección consistía en la liberación de las mujeres, fundamentalmente de las mujeres trabajadoras por la triple opresión que recaía sobre ellas en relación a los grandes obstáculos para el acceso a la educación, como productoras y por cuestión de género. Participó en numerosos mítines y congresos en los que reivindicó la participación de las mujeres en el trabajo de regeneración social.
Tras el golpe de Estado del 18 de julio de 1936, su marido fue detenido y asesinado el 14 de agosto. La Bastiana fue detenida y acusada de albergar en su casa a Juan Díaz Lobelos y Justo Galán Barbero. Estuvo presa durante un tiempo en la Prisión Provincial de La Coruña. Una vez fuera de la cárcel estuvo escondida, sobreviviendo vendiendo pan blanco desde Sada a La Coruña y luego vendiendo fruta en las minas de wolframio de A Agualada en Coristanco. En 1954 emigró a Venezuela con sus dos hijas. En Venezuela mantuvo contactos con el profesor Ángel Rama, con el círculo anarquista de Tomás Germinal Gracia Ibars (Víctor García) y con el grupo editor de la revista anarquista Ruta.  Falleció en ese país en el año 2000.